# جيري جنسن
جيري جنسن (بالإنجليزية: Jerry Jensen)‏ هو لاعب كرة قدم أمريكية أمريكي، ولد في 26 فبراير 1975 في داوني في الولايات المتحدة.

## وصلات خارجية
- جيري جنسن على موقع مرجع كرة القدم المحترفة.كوم (الإنجليزية)